# Agathidium escorialense
Agathidium escorialense é uma espécie de insetos coleópteros polífagos pertencente à família Leiodidae.
A autoridade científica da espécie é Brisout, tendo sido descrita no ano de 1872.
Trata-se de uma espécie presente no território português.